# Risto Kallaste
Risto Kallaste (23 febbraio 1971) è un ex calciatore estone, di ruolo difensore.

## Biografia
Anche suo figlio Ken è un calciatore.

## Caratteristiche tecniche
Kallaste è ricordato dagli appassionati di calcio principalmente per la sua particolare rimessa laterale con capriola, innovativa tecnica che gli consentiva inequivocabilmente di lanciare la palla più lontano, sorprendendo gli avversari.

## Carriera
Raggiunse l'apice della propria carriera nella metà degli anni '90, quando era titolare del Flora Tallinn, squadra della quale gli undici storicamente formano il "blocco" della nazionale estone; non a caso in quegli anni era titolare della propria nazionale.
Le sue ottime prestazioni riscossero l'interesse degli osservatori danesi del Viborg FF, che nella stagione 1995-1996 acquistò Kallaste per poi proporlo come titolare nella Superliga danese.

## Palmarès

### Club

#### Competizioni nazionali
- Campionato estone: 1

Flora Tallinn: 1993-1994